# 루이스 어빙
루이스 어빙(영어: Lewis Irving, 1995년 11월 10일~)은 캐나다의 프리스타일 스키 선수로 주 종목은 에어리얼이다. 2022년 동계 올림픽 에어리얼 혼성 단체전 종목에서 동메달을 획득했다.